# Eerste klasse schaken 1933/34
Het Eerste klasse-seizoen 1933/34 was het 14e seizoen van de Eerste klasse, destijds de hoogste schaakcompetitie van Nederland. Zes teams van schaakverenigingen streden om het landskampioenschap, dat gewonnen werd door Discendo Discimus. Voor de Haagse club was dit het derde landskampioenschap.
Het Bussums Schaakgenootschap eindigde voor het tweede seizoen op rij op de laatste plaats en moest barragewedstrijden spelen tegen de Residentie Schaakclub, dat algeheel kampioen was geworden in de Tweede klasse. Bussum won deze confrontatie en handhaafde zich.

## Eindstand[2]
| # | Team    | MP | BP  |
| - | ------- | -- | --- |
| 1 | DD      | 10 | 34  |
| 2 | VAS     | 8  | 28  |
| 3 | ASC     | 5  | 25  |
| 4 | NRSV    | 4  | 25½ |
| 5 | Utrecht | 2  | 21  |
| 6 | Bussum  | 1  | 16½ |

### Legenda
|  | Landskampioen          |
|  | Play-off om degradatie |

Eerste klasse

1920/21 · 1921/22 · 1922/23 · 1923/24 · 1924/25 · 1925/26 · 1926/27 · 1927/28 · 1928/29 · 1929/30 · 1930/31 · 1931/32 · 1932/33 · 1933/34 · 1934/35 · 1935/36 · 1936/37 · 1937/38 · 1938/39 · 1939/40 · 1940/41 · 1941/42
Hoofdklasse

1942/43 · 1943/44 · 1944/45 · 1945/46 · 1946/47 · 1947/48 · 
1948/49 · 1949/50 · 1950/51 · 1951/52 · 1952/53 · 1953/54 · 1954/55 · 1955/56 · 1956/57 · 1957/58 · 1958/59 · 1959/60 · 1960/61 · 1961/62 · 1962/63 · 1963/64 · 1964/65 · 1965/66 · 1966/67 · 1967/68 · 1968/69 · 1969/70 · 1970/71 · 1971/72 · 1972/73 · 1973/74 · 1974/75 · 1975/76 · 1976/77 · 1977/78 · 1978/79 · 1979/80 · 1980/81 · 1981/82 · 1982/83 · 1983/84 · 1984/85 · 1985/86 · 1986/87 · 1987/88 · 1988/89 · 1990/91 · 1991/92 · 1992/93 · 1993/94 · 1994/95 · 1995/96
Meesterklasse

1996/97 · 1997/98 · 1998/99 · 1999/00 · 2000/01 · 2001/02 · 2002/03 · 2003/04 · 2004/05 · 2005/06 · 2006/07 · 2007/08 · 2008/09 · 2009/10 · 2010/11 · 2011/12 · 2012/13 · 2013/14 · 2014/15 · 2015/16 · 2016/17 · 2017/18· 2018/19 · 2019/20 · 2020/21 · 2021/22 · 2022/23 · 2023/24 · 2024/25